# Juan Carlos Ferrero
Juan Carlos Ferrero (12 de fevereiro de 1980, Ontinyent) é um ex-jogador e atual treinador de tênis profissional espanhol, que conquistou 16 títulos em simples de torneios ATP. Conhecido como "El Mosquito", dada a sua agilidade e grande velocidade na quadra, foi número 1 do mundo em 8 de setembro de 2003, ficando 8 semanas na liderança do ranking mundial. Atualmente é treinador do espanhol Carlos Alcaraz.
Um dos pontos altos de sua carreira foi a conquista do Torneio de Roland-Garros de 2003, quando ganhou do neerlandês Martin Verkerk na final por 6-1, 6-3 e 6-2. Contudo, esteve em outras duas decisões de torneios do Grand Slam, tendo perdido em 2002 a final de Roland-Garros para o também espanhol Albert Costa, e em 2003 no US Open para o norte-americano Andy Roddick. Além disso, foi campeão da Copa Davis de 2000. Onde, com ajuda de seus compatriotas Albert Costa e Alex Corretja, levou a Espanha à vitória desse prestigiado torneio. Ferrero também foi campeão de 4 Masters Séries: Roma 2001, Monte Carlo 2002 e 2003, e Madrid 2003.
Em 2002, foi vice-campeão da Tennis Masters Cup, atualmente (ATP World Tour Finals), ao perder na final para o australiano Lleyton Hewitt em 5 sets. Ferrero também ficou com o vice-campeonato dos Masters Séries de Hamburgo em 2001 e Cincinnati em 2006.
De 2004 para 2005, Ferrero decaiu, quase saindo do top 100 mundial, mas se recuperou e voltou ao top 30. Em 2009, sofreu outro período de baixa, chegando a virar o nº 115 do mundo em abril e maio deste ano. Porém, se recuperou novamente, e em 2010 voltou ao top 20 mundial.
Retirou-se das quadras em outubro de 2012.

## Major finais

### Grand Slam finais

#### Simples: 3 (1 título, 2 vice)
| Resultado | Ano  | Campeonato       | Piso   | Oponente       | Placar             |
| --------- | ---- | ---------------- | ------ | -------------- | ------------------ |
| Vice      | 2002 | Aberto da França | Saibro | Albert Costa   | 1–6, 0–6, 6–4, 3–6 |
| Campeão   | 2003 | Aberto da França | Saibro | Martin Verkerk | 6–1, 6–3, 6–2      |
| Vice      | 2003 | US Open          | Duro   | Andy Roddick   | 3–6, 6–7(2–7), 3–6 |

### Masters Series finais

#### Simples: 6 (4 títulos, 2 vices)
| Resultado | Ano  | Campeonato      | Piso     | Oponente        | Placar                       |
| --------- | ---- | --------------- | -------- | --------------- | ---------------------------- |
| Campeão   | 2001 | Roma            | Saibro   | Gustavo Kuerten | 3–6, 6–1, 2–6, 6–4, 6–2      |
| Vice      | 2001 | Hamburgo        | Saibro   | Albert Portas   | 6–4, 2–6, 6–0, 6–7(5–7), 5–7 |
| Campeão   | 2002 | Monte Carlo     | Saibro   | Carlos Moyá     | 7–5, 6–3, 6–4                |
| Campeão   | 2003 | Monte Carlo (2) | Saibro   | Guillermo Coria | 6–2, 6–2                     |
| Campeão   | 2003 | Madrid          | Duro (i) | Nicolás Massú   | 6–3, 6–4, 6–3                |
| Vice      | 2006 | Cincinnati      | Duro     | Andy Roddick    | 3–6, 4–6                     |

### Masters Cup final

#### Simples: 1 ( 1 vice)
| Resultado | Ano  | Campeonato | Piso     | Oponente       | Placar                  |
| --------- | ---- | ---------- | -------- | -------------- | ----------------------- |
| Vice      | 2002 | Shanghai   | Duro (i) | Lleyton Hewitt | 5–7, 5–7, 6–2, 6–2, 4–6 |